# Eduardo Nebel Nin
Eduardo Nebel Nin (Montevideo, Uruguay, ca. 1850 - Concordia, Argentina, ca. 1918) fue un hacendado, comerciante, exportador y empresario ganadero argentino-uruguayo, propietario de establecimientos saladeriles en la ciudad uruguaya de Mercedes y en las ciudades argentinas de Gualeguaychú y de Concordia.

## Biografía

### Origen familiar y primeros años
Eduardo Nebel Nin había nacido hacia 1850 en la ciudad de Montevideo, capital de la República Oriental del Uruguay.
Era hijo del rico empresario germánico Fernando Ernesto Nebel —nacido como Ferdinand Ernst von Nebel Habes— (n. Hamburgo-Altona del germánico Ducado de Holstein, Reino de Dinamarca y Noruega, 9 de octubre de 1809), que pasó a Sudamérica en 1825 junto a uno de sus hermanos mayores llamado Francisco Alejandro Nebel —o bien Franz Alexander von Nebel Habes— (ib., 12 de abril de 1804 - Valparaíso, República de Chile, 12 de enero de 1881) y otros parientes, para radicarse en la ciudad de Buenos Aires y luego que estos últimos pasaran a la ciudad chilena de Valparaíso en 1827, Fernando se quedó, luego pasó a Montevideo que era la capital de la entonces rioplatense Provincia Oriental, y de esta forma se convirtió en hacendado hacia 1830 en el incipiente Estado Oriental del Uruguay y en la vecina provincia argentina de Entre Ríos.
Su madre era Eloísa Nin Soler y Reyes del Villar (n. Marsella del Reino de Francia, ca. 1822), que se había unido con el viudo Ferdinand von Nebel el 11 de abril de 1846 en la Iglesia Matriz de Montevideo, siendo la tercera hija del rico empresario y famoso marino mercante hispano-catalán Antonio Nin y Soler (Vendrell de Tarragona, 1783) y de su esposa rioplatense Benita Reyes del Villar (Colonia del Sacramento, 1787 – Montevideo, 24 de octubre de 1885), una hija del gallego-español Sebastián Reyes Vidal (n. Santiago de Compostela, ca. 1757) —cuyos padres fueran Cayetano Reyes (n. ca. 1727) e Isabel Vidal (n. ca. 1737)— y de la hispano-asturiana María Francisca García de Villar (n. San Cosme de Tornón del consejo de Villaviciosa de Gijón, 1774), quienes estaban casados en Colonia desde el 11 de septiembre de 1788.
Era nieto paterno de Bernardo Nebel —o bien Bernhard von Nebel— (Coblenza del Arzobispado de Tréveris, 1775 - Hamburgo-Altona, 24 de octubre de 1847), el hijo primogénito del librepensador germánico Johann Nikolaus von Nebel (Coblenza, 6 de diciembre de 1752 - ib., Reino de Prusia, 4 de noviembre de 1828), alcalde napoleónico de Coblenza desde 1804 hasta 1808, y de su cónyuge Anna Margarethe Schroeder (n. ca. 1754 - Coblenza, 29 de noviembre de 1801), unidos en matrimonio desde el 23 de noviembre de 1774. Como su padre, Bernardo era un rico empresario peletero que expandió su negocio en 1812 con casas comerciales en Lieja —antigua capital del extinto Principado de Lieja— anexada al incipiente Primer Imperio francés, también en el Reino del Brasil y en la ciudad de Buenos Aires de las entonces Provincias Unidas del Río de la Plata, por lo cual viajaba esporádicamente para mantener los intereses de su empresa internacional, y en 1813, compró el castillo medieval Krayer Hof del distrito de Eich-Andernach del entonces departamento francés de Rin y Mosela, el cual lo vendería en 1827.
Y su abuela paterna era María Isabel Alves —o bien Mary Elisabeth Habes Barrimachner— (Hamburgo-Altona, 1779 - ib., 1848) que se había casado hacia 1800 con Bernhard, siendo una hija de Johann Habes y Mary Barrimachner.
Por lo tanto era tío segundo materno del literato argentino-uruguayo Alberto Nin Frías, primo paterno del sargento mayor chileno Alberto Nebel Ovalle, héroe de la Guerra del Pacífico de 1879 a 1883, y sobrino del ingeniero, arquitecto y destacado pintor costumbrista Carlos Nebel Habes —o bien Carl Nebel— (n. ib., 24 de marzo de 1802), siendo esto último desarrollado durante su estancia en la Primera República Federal mexicana desde 1829 hasta 1834 y durante la República Centralista de México, en donde se radicó nuevamente desde 1840 hasta 1848.
Al ser segundogénito, el mayor de sus cuatro hermanos era Alberto Nebel Nin (n. ib., ca. 1848) quien fuera vicecónsul en Buenos Aires en el año 1889, le seguían la tercera cuyo nombre era Catalina Ema Nebel Nin (n. ca. 1852), luego continuaba el cuarto Alfredo Nebel Nin (n. ca. 1854) que era propietario de haciendas heredado del padre en el departamento uruguayo de Durazno, se unió en matrimonio en 1876 en la iglesia de San Francisco de Buenos Aires con Francisca María Ellauri —una hija de Prudencio Ellauri y de Ana Chain, su cónyuge— y que junto a sus otros bienes los vendió en el año 1890, y por último, el menor de todos los hermanos era Gustavo Nebel Nin (n. ca. 1856).
Además tenía dos medio hermanos paternos mayores, Fernando Nebel García (n. ca. 1837), que se enlazó con Carmen Álvarez Susviela, y Petrona Nebel García (n. ca. 1838) que se casó el 26 de abril de 1862 con Eduardo Bustamante. Ambos eran hijos de la primera mujer de Ferdinand von Nebel desde el 20 de febrero de 1836, llamada Feliciana García Sánchez (Montevideo, 1814 - ib., ca. 1840).

### Propietario del saladero de Mercedes
Eduardo se asoció con Ovidio J. Escalada para explotar el campo de herencia paterna en Mercedes, una localidad sorianense de la República Oriental del Uruguay, y de esta manera dicha sociedad Nébel y Escalada fundó en el año 1898 el saladero Nébel de Mercedes.
Dicho campo saladeril dejó de funcionar el 28 de abril de 1903, para que luego con su familia se radicaran en la ciudad de Gualeguaychú, una localidad entrerriana de la vecina República Argentina.

### Propietario del saladero de Gualeguaychú
Una vez en Argentina inauguró el nuevo saladero Nébel de Gualeguaychú con todas las exigencias industriales vigentes y con lo último del progreso mecánico. Dicho saladero estaba dividido en dos fábricas, una destinada a la elaboración de carnes saladas y la otra para la elavoración del extracto de carne. A esto se sumó que su hijo, el experto industrial Eduardo Nebel Panelo, le instalara un innovador sistema frigorífico a gran costo y en perfecto orden, en el año 1907.
Este sistema se convertía en un gran avance industrial para el sector que le daba un privilegio exclusivo en el Cono Sur, ya que combinaba la aplicación de frío seco a las reses y la salazón total de las carnes para ser colocadas en barriles con destino a la exportación, y cuyo procedimiento fue patentado ante los gobiernos argentino, brasileño y uruguayo.
El saladero fue considerado como un establecimiento modelo que confirmaba el gran crecimiento industrial argentino en la época. El frigorífico de la familia Nebel faenaba anualmente más de 30 mil cabezas de ganado, de las cuales una parte estaba destinada a la fabricación del extracto de carne, cuyo artículo daba un éxito completo.
En el año 1911 el saladero Nébel de Gualegaychú todavía seguía funcionando ya que el 26 de julio de dicho año tuvo una inspección veterinaria.

### Propietario del saladero de Concordia
En dicha provincia argentina y sobre el río Uruguay, compró a los hermanos Dickinson en el año 1908 el saladero La Concordia que se convertiría en el más importante de la comarca, el cual por decreto presidencial del 4 de abril de 1909 se le dio permiso para habilitar un embarcadero con carácter permanente en su establecimiento. Por lo cual en la misma época compraría el remolcador Jaguarí.
En junio de 1916, durante el invierno del hemisferio sur, el saladerista Eduardo Nebel desde la ciudad de Concordia inició el envío de carnes faenadas, transportadas en los furgones y vagones comunes de los ferrocarriles, hacia la ciudad de Montevideo.
Nebel era un hombre de personalidad notable y distinguida, de gran significación y relieve en la sociedad entrerriana, que recibió la visita del literato Horacio Quiroga y en donde se inspiraría en una nueva obra, perpetuando en un capítulo el apellido de dicha familia.

### Fallecimiento
El rico empresario Eduardo Nebel Nin fallecería hacia 1918 en la ciudad de Concordia de la provincia de Entre Ríos, una de las catorce —que junto a los diez territorios nacionales con las disputadas Antártida Argentina e islas Orcadas del Sur, Malvinas, Georgias del Sur y Sandwich del Sur— conformaban a la entonces República Argentina.

## Matrimonio y descendencia
El hacendado uruguayo Eduardo Nebel Nin se había unido en matrimonio entre enero y marzo de 1876 en Guaviyú de Salto con la argentina Isolina Panelo Rivas (n. Concordia, Confederación Argentina, ca. 1852), una hija del alcalde concordiense Estanislao Panelo y Pérez de Saravia (n. ib., 6 de mayo de 1817) y de su esposa Doralisa Rivas (n. ca. 1823), nieta paterna del rico hacendado rioplatense Julián Panelo de Melo (n. Buenos Aires, 1780) —cuyos padres eran Estanislao Panelo y González Pastor (n. ib., ca. 1750) y Olegaria de Melo (n. ca. 1760)— quien financiara a los Treinta y Tres Orientales en 1825 para recuperar del dominio imperial brasileño a la usurpada Provincia Oriental que trajo como consecuencia la Guerra del Brasil, además de ser tataranieta de funcionarios coloniales como el teniente de gobernador general filipino Juan Antonio Panelo, de origen sardo-piamontés, el teniente de gobernador yapeyuense Francisco Pérez de Saravia, de origen vasco-español, y de su muy noble esposa argentina Sabina Gregoria Josefa de Sorarte Andonaegui y Báez de Alpoin.
Fruto del enlace entre Eduardo Nebel e Isolina Panelo nacieron por lo menos seis hijos:
- Eduardo Nebel Panelo[30] (Mercedes de Soriano,[18] Uruguay, e/octubre y diciembre de 1876[31] - Concordia, Argentina, 1948) era un empresario industrial que se unió en matrimonio hacia 1905[32] con Nilda Viera Crespo[18][32] (Mercedes de Soriano, Uruguay, ca. 1885 - Concordia,[18] Argentina, ca. 1953), una hija del político uruguayo Dionisio Viera y de su esposa Juana Crespo Aguinaga, además de bisnieta del patriota latinoamericano Pedro José Viera, tataranieta de otros patriotas como Martín Enríquez de Lacarra y de José Gervasio de Artigas, y chozna del primer médico-dentista argentino Pedro José de Faya.
- Estanislao Nebel Panelo[30][32] (n. ca. 1878),[30] enlazado después de 1903[32] con Esther Ponce.[32]
- Eloísa Nebel Panelo (n. ca. 1880).
- Blanca María Nebel Panelo[33][34] (n. Salto, Uruguay,[34] 7 de noviembre de 1882) que fue autora bajo el seudónimo Nemo[34] de la obra escrita en Montevideo en el año 1940,[34] titulada "El consejero del hogar"[34] y que hizo pública su autoría en 1954.[34] Se casó con Arturo Brizuela[33][34] y fueron padres de al menos cuatro hijos.
- Isolina Nebel Panelo (n. ca. 1887).
- María Mercedes Nebel Panelo (n. ca. 1889).

## Homenajes
- Horacio Quiroga inspirado por la familia Nebel que lo hospedó en su hacienda los inmortalizó en su obra de ficción «Cuentos de amor de locura y de muerte. Una estación de amor» con el personaje Octavio Nébel (el empresario industrial heredero Eduardo Nebel Panelo), la esposa (Nilda Viera Crespo), su rico padre (el hacendado Eduardo Nebel Nin), Lidia y su madre (personajes ficticios).
- En la ciudad entrerriana de Concordia, las tierras del saladero que heredara su hijo y posteriormente donara a sus trabajadores se transformaría en el nuevo barrio Nébel.[22]
- La ciudad de Concordia (Argentina) en su honor y el de sus ancestros nombró a una porción de costa con arena sobre el río Uruguay como playa Nébel.